# Rousson (Yonne)
Rousson – miejscowość i gmina we Francji, w regionie Burgundia-Franche-Comté, w departamencie Yonne.
Według danych na rok 1990 gminę zamieszkiwało 330 osób, a gęstość zaludnienia wynosiła 59 osób/km² (wśród 2044 gmin Burgundii Rousson plasuje się na 587. miejscu pod względem liczby ludności, natomiast pod względem powierzchni na miejscu 1203.).